# 迪恩森林

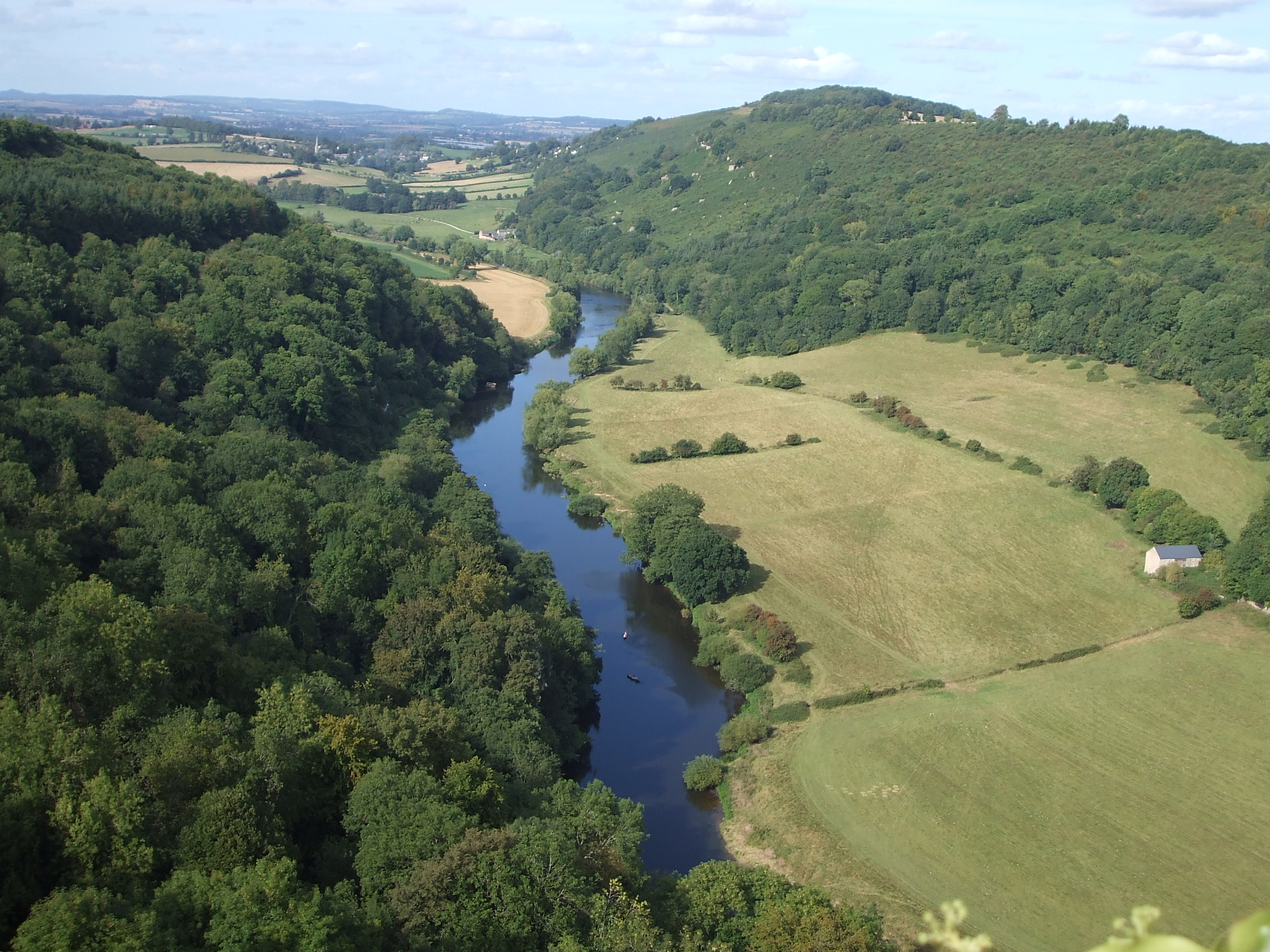
迪恩森林一景

迪恩森林（英語：Forest of Dean）是位於英國英格蘭格洛斯特郡西部的地理、歷史和文化名勝。迪恩森林整體是一個三角高原，由西至西北部的威河，北部的赫里福德郡，南部的塞文河，東部的格洛斯特環繞。
該地區面積擁有大於110平方公里（42平方英里）的混合林地，是英格蘭現存的古林地之一。公元1066年之前，這裡有大片皇家狩獵保留地，目前仍是僅次於新森林的第二大皇家林地。

## 在媒體中
- 2014年7月，電影《星際大戰：原力覺醒》（2015年上映）曾在此取景[1]。因此吸引了不少遊客前來迪恩森林參觀[2]。